# Die Jungfrauenmaschine
Pour plus de détails, voir Fiche technique et Distribution.
Die Jungfrauenmaschine (en français La Machine vierge) est un film allemand réalisé par Monika Treut sorti en 1988.

## Synopsis
Hambourg, dans les années 1980. Dorothee Müller, une aspirante journaliste, vit dans son petit appartement mansardé au port, elle souffre du mal d'amour et pense qu'elle doit changer de vie. Pour ce faire, elle se débarrasse d'abord de son amant Heinz. Dorothée se lance et entame des recherches approfondies sur l'amour romantique. Est-ce une maladie qui touche uniquement les femmes ? Existe-t-il un remède aux maux de l'amour ? L'endocrinologue peut-il l'aider ? Même une observation attentive des singes du zoo de Hagenbeck ne lui donne pas de réponse satisfaisante à ses questions sur la nature de l'amour romantique.
Dorothée quitte Hambourg et se retrouve à San Francisco. Ils sont moins intéressés par les curiosités traditionnelles que par les rituels sexuels bizarres de leurs voisins. Elle s'immerge dans la sous-culture de San Francisco et rencontre l'imitateur d'hommes Ramona, la charmante Hongroise d'Uruguay, Susie Sexpert l'experte de tous les plaisirs sexuels et Ramona, qui travaille comme strip-teaseuse dans le club lesbien le plus chaud de la ville.

## Fiche technique
- Titre original allemand : Die Jungfrauenmaschine
- Réalisation : Monika Treut assistée de Greta Schiller et Thomas Tielsch
- Scénario : Monika Treut
- Musique : Hilde Peters
- Photographie : Elfi Mikesch
- Son : Alf Olbrisch
- Montage : Renate Merck
- Production : Monika Treut, Elfi Mikesch
- Société de production : Hyena Films, NDR
- Pays de production :  Allemagne de l'Ouest
- Langue : allemand
- Format : Noir et blanc - 1,37:1 - Mono - 16 mm
- Genre : Comédie expérimentale
- Durée : 84 minutes
- Date de sortie :
  - Allemagne de l'Ouest : 30 mars 1989.

## Distribution
- Ina Blum : Dorothee Müller
- Fritz Mikesch (de) : le premier homme dans la cour
- Wolfgang Raach : Ruderer
- Marcelo Uriona : Bruno
- Gad Klein : Heinz
- George Lannan : le deuxième homme dans la cour
- Mona Mur : la chanteuse
- Peter Kern : l'endocrinologue
- Hans-Christoph Blumenberg : l'appelant pervers
- Erica Marcus : Landlady
- Rhonda Jarvis : la femme dans la rue
- Carla Wood Saivre : la femme dans la chambre d'hôtel
- Fakir Musafar : l'homme dans la chambre d'hôtel
- Shelly Mars : Ramona
- Dominique Gaspar : Dominique
- Susie Bright : Susie Sexpert
- Marvin Moss : le galeriste
- Rosanna Johnson : la serveuse
- Fanny Fatal : la strip-teaseuse
- Nan Kinney : la caissière
- Sky Benfro : Femme en cuir 1
- Shadow Morton : Femme en cuir 2
- Steve Mobia : le chauffeur de taxi
- Flora Gaspar : la cuisinière
- Pearl Harbour : la visiteuse

## Production
En raison des difficultés à obtenir des fonds de production, Treut réécrit trois fois le script et obtient finalement 322 000 Deutsche Marks de l'Office du Cinéma de Hambourg et de la NDR.
Le film est tourné en noir et blanc 16 mm à Hambourg et à San Francisco du 27 juillet 1987 au 31 mai 1988.
La première projection du film a lieu le 8 septembre 1988 au Festival international du film de Toronto
Le film est sorti en Allemagne de l'Ouest sous forme de film 35 mm le 30 mars 1989.
Il est désormais considéré comme un classique underground et une contribution importante au cinéma queer,.